# Northside Festival
NorthSide er en dansk musikfestival, der bliver afholdt hvert år i starten af juni. NorthSide startede på Tangkrogen i Aarhus i 2010 og siden 2011 er blevet afholdt i Aarhus ved Søren Frichsvej/Huginsvej i Åbyhøj. I 2022 flyttede NorthSide til en ny plads, Eskelunden, ved Aarhus.

## Historie
Festivalen blev til på initiativ af Brian Nielsen fra det danske bookingfirma Skandinavian, og efter afviklingen af første udgave af NorthSide allierede han sig med den tyske koncert-koncern FKP Scorpio. Dette firma ejes af Folkert Koopmann, der også ejer to af Tysklands største festivaler, Hurricane Festival og Southside Festival. DTD Group ejer festivalerne NorthSide og Tinderbox, koncertarrangøren DTD Concerts samt en andel af Haven Festival. DTD Group er kommercielt drevet og er i dag en del af Superstruct Entertainment.
NorthSides debut på den danske festivalscene var en endagsfestival på Tangkrogen den 19. juni 2010, hvor alle de repræsenterede bands var af dansk islæt. Turboweekend, Mew, Veto, Selvmord og Nephew var blandt de bands, der spillede i 2010. Det første år blev dog ikke nogen ubetinget succes for forretningsmændene bag. Trods et besøgstal på ca. 5.000 gav festivalen et underskud på 1,4 millioner kroner.
I 2011 var NorthSide udvidet til to dage fra den 11.-12. juni og flyttede i samme ombæring til Ådalen ved Søren Frichs Vej/Huginsvej i Åbyhøj. Tilrettelæggerne havde held med at tiltrække store internationale navne som Elbow, Suede, Band of Horses, The Streets og White Lies, der var akkompagneret af nogle få danske navne som Tina Dickow og De Eneste To. Antallet af besøgende var tredoblet i forhold til året før og underskuddet som festivalen havde fra det første år, blev lukket. NorthSide Festival 2011 blev kritiseret for dårlig planlægning i forbindelse med indtagelsen af føde- og drikkevarer. Alt for få madboder forsagede alenlange køer, hvor folk måtte vente i timevis eller bestille mad andet steds fra.
I 2012 foregik NorthSide over tre dage fra den 15.-17. juni og havde følgende kunstnere: The Stone Roses, Justice, Kasabian, Garbage, James Blake, The xx, The Kooks, Noah and the Whale, Marina and the Diamonds, Snow Patrol, Noel Gallagher's High Flying Birds, The Hives, Eagles of Death Metal, Emeli Sandé, The Gaslight Anthem, Bat for Lashes, Bombay Bicycle Club, Miles Kane, Little Dragon, D-A-D, Lukas Graham, Suspekt, Freja Loeb, Oh Land, Kashmir, Malk de Koijn, Turboweekend, When Saints Go Machine, Dúné, Choir of Young Believers og The Asteroids Galaxy Tour.
I 2013 fandt NorthSide sted fra den 14.-16. juni og havde følgende kunstnere på programmet: Arctic Monkeys, Keane, The Flaming Lips, Nephew, Trentemøller, Alt-J, Band of Horses, The Knife, Nick Cave & The Bad Seeds, Portishead, Kaizers Orchestra, When Saints Go Machine, Bloc Party, Spleen United, Gogol Bordello, Fun., Ellie Goulding, The Eclectic Moniker, Bikstok Røgsystem, Biffy Clyro, Shaka Loveless, Kings of Convenience, Daughter, Deap Vally, Imagine Dragons, Jagwar Ma, The Floor is Made of Lava.
I 2014 fandt NorthSide sted fra den 13.-15. juni og var den største festival til dato. Festivalen havde siden det forgange år udvidet festivalpladsen med næsten 10.000 kvadratmeter og flyttet rundt på scenerne for at gøre festivalen mere publikumsvenlig. Derudover udvidede man med en ekstra scene, P6 Beat Scenen, i et nyt område ved hovedindgangen til pladsen, med en kapacitet på omkring 6.000 mennesker.  Festivalen var i 2014 vært for ikke mindre end 41 kunstnere, herunder blandt andre flere store udenlandske navne som The Brian Jonestown Massacre, Arcade Fire, Pixies, Queens of the Stone Age, Franz Ferdinand, Röyksopp and Robyn Do It Again 2014, A$AP Rocky og White Lies, samt en lang række danske bands, herunder Mew, Turboweekend, MØ, Nabiha, Lucy Love og Lars H.U.G.
I 2015 fandt NorthSide sted fra den 12.-14. juni og havde følgende kunstnere på programmet: Alt-J, Antony and the Johnsons, Ben Howard, Broken Twin, Calexico, Carl Barât and the Jackals, De Eneste To, Death Cab for Cutie, Earl Sweatshirt, Emilie Nicolas, FKA Twigs, George Ezra, Go Go Berlin, Grace Jones, GusGus, Incubus, Interpol, Jack Garratt, John Grant, José González, Little Dragon, Matthew E. White, MØ, Placebo, Rangleklods, Savages, Seasick Steve, S!vas, Spids Nøgenhat, St. Paul and the Broken Bones, The Black Keys, The Minds of 99, The Jesus and Mary Chain, The Parov Stelar Band, Scarlet Pleasure, Ulige Numre, Underworld, Wolf Alice, Wu-Tang Clan, Years & Years.
I 2016 fandt NorthSide sted fra den 17.-19. juni og havde følgende kunstnere på programmet: Alex Vargas, AV AV AV, Beach House, Beck, Bernhoft & the Fashion Bruises, Bloc Party, Blossoms, Caribou, Childrenn, Coasts, Damien Rice, Deftones, Den Sorte Skole, Digitalism Live, Duran Duran, Flume, Iggy Pop, Jake Bugg, Jamie xx, Jamie Lawson, Lukas Graham, Malk de Koijn, Marvelous Mosell, The Minds of 99, Phlake, Puscifer, Refused, Samm Henshaw, Scarlet Pleasure, Sigur Rós, The Chemical Brothers, The Temper Trap, The Vaccines, Twin Atlantic, Ukendt Kunstner, Unknown Mortal Orchestra, Velvet Volume, Wilco, Wolf Parade, Yeasayer, Yelawolf.
I 2017 fandt NorthSide sted i dagene 9.-11. juni, og på plakaten finder man 2manydjs, Agnes Obel, Bastille, Bisse, Chinah, Folkeklubben, Frank Ocean, Helgi Jonsson, IAMJJ, James Blake, Lightwave Empire, Liss, Mando Diao, MØ, Off Bloom, Peter Sommer & Tiggerne, Phlake, Primus, Radiohead, Rasmus Walter, Richard Ashcroft, Ride, Run the Jewels, Saveus, Sort Sol, Suspekt, The 1975, The Afghan Whigs, The Kills, The Prodigy, Thomas Dybdahl, Thomas Helmig, Tina Dickow, Tom Odell, Veronica Maggio, When Saints Go Machine, WhoMadeWho og Zirkus.
I 2018 fandt NorthSide sted i dagene 7.-9. juni, og på plakaten var følgende artister: A Perfect Circle, Aurora, Beck, Björk, Body Count feat. Ice-T, Cigarettes After Sex, C.V. Jørgensen, D/Troit, Deerhunter, Diplo, Dizzy Mizz Lizzy, Father John Misty, Findlay, Francobollo, Future Islands, Gang Of Youths, Gilli/Kesi, Greta Van Fleet, Jimmy Eat World, Kellermensch, Liam Gallagher, Lydmor, Marvelous Mosell, Mashrou’ Leila, MC50, Mike D, N.E.R.D., Nik & Jay, Queens of the Stone Age, Rex Orange County, Rhye, Richie Hawtin, Rival Sons, Rostam, Sleaford Mods, Soleima, The Internet, The National, The War on Drugs, Thundercat, Tom Grennan, Tyler The Creator, Warpaint, Yungblud.
I 2019 fandt NorthSide sted i dagene 6.-8. juni og havde følgende artister på programmet: Alice in Chains, Barselona, Benal, Bikstok, The Blaze, Bon Iver, Cautious Clay, Foals, Georgia, Gnags, Hop Along, Idles, Jada, Jonah Blacksmith, Kaytranada, Keane, Khalid, Kurt Vile & the Violators, Liss, L.O.C., Lydmor, Major Lazer, Mark Ronson, Masego, Michael Kiwanuka, Migos, The Minds of 99, Nas, New Order, Novo Amor, Oh Land, Peter Sommer, Phlake, Pond, Saveus, The Streets, Suspekt, Tame Impala, Tove Lo.
I 2020 blev NorthSide aflyst grundet Covid-19.
I 2021 blev NorthSide aflyst grundet Covid-19. 
I 2022 fandt NorthSide for første gang sted i Eskelunden i dagene 2.-4. juni, og der var følgende artister på programmet: Alex Vargas, Andreas Odbjerg, Artigeardit, Asger Techau, Ashibah, Burhan G, Cheff Records, Clara, Coco O., Dopha, Drew Sycamore, FVN, Hans Philip, Jada, Jonah Blacksmith, Jung, Kashmir, Lewis Capaldi, Mekdes, Mew, MØ, Nathaniel Rateliff & The Night Sweats, Nick Cave & The Bad Seeds, RoseeLu, Saveus, Scarlet Pleasure, Spleen United, Suspekt, Tessa, The Avalanches, The Minds of 99, Thomas Helmig, Tom Misch, Undertekst.
ELECTRA: AmyElle, ARTBAT, Baime, Ben Böhmer, CamelPhat, Colyn, Cristoph, Denis Horvat, DJ Cemetary & DJ Poul Bones, Henri Matisse, HOSH, James Hype, Joris Voorn, Kris O’Neil, Kölsch, La La, Nora En Pure, Pete Tong, Prom Night.

## Festivalen gennem årene (2010–)
| #  | År   | Dato                 | Gæster | Hovednavne | Partout Billetpris i DKK | Partout Billetpris i DKK | Partout Billetpris i DKK          |
| #  | År   | Dato                 | Gæster | Hovednavne | Early Birds              | Før 1. maj               | Efter 1. maj                      |
| -- | ---- | -------------------- | ------ | --- | ------------------------ | ------------------------ | --------------------------------- |
| 1  | 2010 | 19. juni             | 5.000  | Turboweekend, Mew, Veto, Selvmord, Nephew | -                        | 245                      | 295 i maj 345 i juni 395 på dagen |
| 2  | 2011 | 11. – 12. juni       | 15.000 | Elbow, Suede, Band of Horses, The Streets, White Lies, Tina Dickow, De Eneste To | -                        | 695                      | 895                               |
| 3  | 2012 | 15. – 17. juni       | 20.000 | Justice, James Blake, Snow Patrol, Kasabian, The Hives, Emeli Sandé, Oh Land, Malk de Koijn, The xx | 795                      | 1.095                    | 1.395                             |
| 4  | 2013 | 14. – 16. juni       | 25.000 | Arctic Monkeys, Band of Horses, The Flaming Lips, The Knife, Nephew, Nick Cave & The Bad Seeds, Portishead, Trentemøller | 795                      | 1.095                    | 1.395 (udsolgt)                   |
| 5  | 2014 | 13. – 15. juni       | 35.000 | Arcade Fire, A$AP Rocky, Franz Ferdinand, Lana del Rey, Mew, MØ, The National, Pixies, Queens of the Stone Age, Röyksopp and Robyn Do It Again 2014, Rudimental, White Lies                                                                   | 995                      | 1.295                    | 1.595                             |
| 6  | 2015 | 12. – 14. juni       | 35.000 | Alt-J, Antony and the Johnsons, Ben Howard, George Ezra, Grace Jones, MØ, Placebo, The Black Keys, Wu-Tang Clan, Years & Years, Underworld, Dizzy Mizz Lizzy                                                                                  | -                        | 1.395                    | 1.395                             |
| 7  | 2016 | 17. – 19. juni       | 30.000 | Beach House, Beck, The Chemical Brothers, Deftones, Duran Duran, Iggy Pop, Jamie xx, Lukas Graham, Sigur Rós | 1.150                    | 1.395                    | 1.395                             |
| 8  | 2017 | 9. - 11. juni        | 40.000 | 2manydjs, Agnes Obel, Bastille, Frank Ocean, James Blake, MØ, Phlake, Primus, Radiohead, Richard Ashcroft, Ride, Run the Jewels, Sort Sol, Suspekt, The 1975, The Kills, The Prodigy, Thomas Helmig, Tina Dickow, Veronica Maggio, WhoMadeWho | -                        | 1.545                    | 1.545                             |
| 9  | 2018 | 7. - 9. juni         | 35.000 | Beck, Queens of the Stone Age, Liam Gallagher, Björk, The National, The War on Drugs, Nik & Jay, Dizzy Mizz Lizzy, N.E.R.D | 1.295                    |                          | 1.595                             |
| 10 | 2019 | 6. - 8. juni         | 35.000 | Tame Impala, Khalid, The Streets, Major Lazer, Mark Ronson, Migos, New Order, Bon Iver, Keane, Suspekt, The Minds of 99 |                          | 1.895                    |                                   |
| -  | 2020 | 4.- 6. juni (aflyst) |        | Green Day, Kashmir, Lukas Graham, Massive Attack, Mew, Robyn, Spleen United, Weezer, White Lies |                          |                          |                                   |
| -  | 2021 | 3.- 5. juni (aflyst) |        | Kashmir |                          |                          |                                   |
| 11 | 2022 | 2. - 4. juni         |        | |                          |                          |                                   |
| 12 | 2023 | 1. - 3. juni         |        | |                          |                          |                                   |